# Изобара
Изобара (грч. isos - једнак и грч. baros - тежина) је линија која на географској карти спаја тачке са једнаким атмосферским притиском.